# Mario Baldelli
Mario Baldelli (Forlimpopoli, 3 aprile 1896 – Buenos Aires, 21 maggio 1952) è stato un giornalista, sindacalista e diplomatico italiano di matrice cattolica.

## Biografia
Cresciuto a Forlimpopoli, frequentò inizialmente il seminario di Bertinoro (Forlì) ed in seguito fu trasferito in quello dei Padri Domenicani a Roma, presso la chiesa di Santa Maria sopra la Minerva. Richiamato alle armi per lo scoppio della Prima Guerra Mondiale, fu congedato al termine di questa con il grado di Sottotenente di Fanteria. Ritiratosi dal seminario a guerra conclusa, si occupò di questioni sindacali e della fondazione della prima associazione Scout di Forlì nel 1923 organizzando il primo campo scout nei pressi delle cascate di Acquacheta (Forlì). Con l'avvento della dittatura fascista in Italia, essendo Baldelli un esponente del Partito Popolare locale, fu perseguitato e nel 1927 costretto a rifugiarsi a Roma, dove ottenne un impiego presso il giornale "L'Osservatore Romano" nello Stato del Vaticano. Nel 1947 la CGIL propose a Baldelli di accompagnare alcuni emigranti italiani in Argentina in veste di Delegato Osservatore per l'emigrazione. Egli accettò questo incarico e nel luglio dello stesso anno, partì per Buenos Aires. Qui il suo impegno nei confronti di emigranti italiani si concretizzava nella ricerca di un lavoro, nell'assistenza sanitaria e nell'eventuale opzione di un ritorno in patria. Inoltre Baldelli fondò nel consolato italiano a Buenos Aires, la "sala degli emigranti", una sala dove si potevano riunire questi ultimi per consultare quotidiani e giornali italiani ed avere un supporto morale e spirituale. Da uomo religioso, affrontò con molta fede la malattia, a seguito della quale morì il 21 Maggio del 1952, nella stessa Buenos Aires. Per suo espresso desiderio, la salma fu rimpatriata e sepolta nel cimitero di Forlimpopoli, dove gli è stata intitolata una strada in sua memoria nel 2004.

## Impegno politico
Aderì con entusiasmo al Partito Popolare Italiano di don Luigi Sturzo e ne fu dirigente locale.

## L'Osservatore Romano della Domenica
Sebbene non fosse giornalista, Mario Baldelli ritenne giusto che il Vaticano avesse un organo di stampa di taglio popolare, accessibile al lettore più semplice, e collaborò quindi alla fondazione dell'Osservatore Romano della Domenica, avvenuta il 6 maggio 1934.

## Opposizione al fascismo
Da documenti d'archivio del Ministero italiano degli Interni e della Pubblica Sicurezza dell'epoca fascista, risultano segnalazioni di un'attività antifascista di Baldelli, nonché dei suoi rapporti con figure sospette quali Igino Giordani ed Alcide De Gasperi, sorvegliato negli anni del fascismo e della guerra per le sue azioni politiche e sociali a sostegno dei perseguitati politici e degli ebrei.
Insieme a monsignor Hugh O'Flaherty, Baldelli anima una resistenza romana fatta di ospitalità nelle case, di documenti falsi, di travestimenti ed espedienti d'ogni tipo che salvano la vita a numerose persone: ebrei, prigionieri inglesi ed americani, perseguitati politici. Ne è un esempio l'episodio che racconta la figlia Maria Pia Baldelli, nel quale Mario Baldelli diede rifugio all'interno dello Stato Vaticano a due prigionieri americani fuggiti da un campo di concentramento, travestendoli da cittadini italiani. Durante il tragitto (in particolare all'interno del colonnato di San Pietro) i tre incrociarono una pattuglia tedesca e Baldelli, per sviare i sospetti della pattuglia e per distogliere la loro attenzione, simulò un discorso molto acceso in lingua italiana con i due prigionieri americani, in modo che sembrassero anche loro cittadini italiani. In particolare, la sorveglianza dei fascisti sull'attività di Baldelli si fece più attenta negli anni Trenta, in quanto egli era considerato responsabile della corrente antifascista dei due giornali a cui collaborava: L’Osservatore Romano e L’Osservatore Romano della Domenica. Dal 1942 al 1944 inoltre, collaborò al finanziamento ed all'assistenza delle bande partigiane di Roma e del Lazio.

## Sindacalista
Mario Baldelli nel secondo dopo guerra fu inizialmente impiegato presso l'associazione Azione Cattolica Italiana, fu inoltre sindacalista cattolico e delegato osservatore della CGIL, quando ancora era unitaria. Si batté per la difesa dei diritti dei lavoratori emigranti italiani in Argentina.